# Федорівка (Первозванівська сільська громада)
Фе́дорівка — село в Україні, у Первозванівській сільській громаді Кропивницького району Кіровоградської області. Колишній центр Федорівської сільської ради.
Населення становить 734 особи.

## Географія
Селом протікає річка Лозоватка, права притока Сугоклії.

## Назва
Старожили припускають, що таку назву село отримало в честь майора Федора Бородкіна, якому свого часу належали землі.

## Історія
Історія бере свій початок з кінця вісімнадцятого століття.
1859 року у власницькому селі Федорівка (Бородкова) Єлисаветградського повіту Херсонської губернії, мешкало 305 осіб (175 чоловічої статі та 130 — жіночої), налічувалось 50 дворових господарства.
Станом на 1886 рік у колишньому власницькому селі Федорівка (Бородкіне, Сирітське) Ганнинської волості мешкало 291 особа, налічувалось 60 дворових господарств, існувала школа.
За даними 1894 року у селі Федорівка (Сирітське, Драчова) мешкало 1315 осіб (678 чоловічої статі та 647 — жіночої), налічувалось 216 дворових господарства, існували православна церква, земська школа на 51 учня (50 хлопчиків й 1 дівчинка), лавка.
За переписом 1897 року кількість мешканців зменшилась до 939 осіб (489 чоловічої статі та 450 — жіночої), з яких 939 — православної віри.

## Населення
Згідно з переписом УРСР 1989 року чисельність наявного населення села становила 809 осіб, з яких 350 чоловіків та 459 жінок.
За переписом населення України 2001 року в селі мешкала 751 особа.

### Мова
Розподіл населення за рідною мовою за даними перепису 2001 року:
| Мова       | Відсоток |
| ---------- | -------- |
| українська | 97,14 %  |
| російська  | 1,50 %   |
| білоруська | 0,54 %   |
| молдовська | 0,27 %   |
| інші       | 0,55 %   |

## Символіка
Затверджена 20 травня 2015 р. рішенням сесії сільської ради.

### Герб
У зеленому полі срібне перекинуте укорочене вістря, в якому синій парашут; під ним — 3 золоті вітряки (2:1). Герб облямований золотим картушем і увінчаний золотою сільською короною.
Парашут символізує Федорівський аеродром. Золоті млини підкреслюють традиційність землеробської специфіки.

### Прапор
Квадратне зелене полотнище з білим трикутником, основою на древковому краї та вершиною у центрі поля.

## Сьогодення
Наразі у Федорівці функціонують загальноосвітня школа, дитячий садок, амбулаторія загальної практики сімейної медицини, бібліотека, будинок культури, магазини, фермерські господарства. В селі діє вокальний колектив «Степівчанка».
Також в селі існує свій футбольний клуб.

## Відомі особи
У селі народився Дмитро Остен-Сакен (1790-1881), перший почесний громадянин Єлисаветграда.